# Chef des armées (France)
Ne doit pas être confondu avec Chef d'État-Major des armées (France).
En France, le chef des armées est l'autorité suprême pour les questions militaires, un rôle exécutif dévolu au président de la République, chef de l’État. 

Ce rôle lui est attribué par l'article 15 de la Constitution de la Cinquième République française : 
« Le Président de la République est le chef des armées. Il préside les conseils et les comités supérieurs de la Défense nationale. »

## Un pouvoir partagé
Depuis l'institution de la Cinquième République en France, les institutions prévoient qu’en matière de défense, les pouvoirs sont partagés entre le président de la République et le gouvernement, représenté par le Premier ministre. Si l’article 15 de la Constitution dispose que le président de la République est le chef des armées et que celui-ci préside les conseils et comités supérieurs de la Défense nationale, l'article 20 prévoit que le gouvernement : 
«  Le Gouvernement détermine et conduit la politique de la Nation.

Il dispose de l'administration et de la force armée. »

## Organisation
Il existe un état-major particulier du président de la République (EMP) successeur du cabinet militaire du président de la République. Cet organisme sert d'interface entre le président de la République française et les forces armées. Le Premier ministre et le ministre des Armées disposent, quant à eux, de leur propre cabinet militaire.
Le chef d'état-major particulier du président de la République, depuis le 1er mai 2023, est le général d'armée Fabien Mandon.